# Raul Moreira
Pour les articles homonymes, voir Moreira.
Raul Moreira, de son nom complet Raul Francisco dos Santos Moreira, est un footballeur portugais né le 2 mars 1934 à São Domingos de Rana et mort le 15 février 2007. Il évoluait au poste de défenseur.

## Biographie

### En club
Raul Moreira commence sa carrière en 1951 au Carcavelinhos FC,.
Il rejoint le CF Belenenses en 1953. Raul Moreira découvre la première division portugaise dès la saison 1954-1955,.
Avec Belenenses, il remporte la Coupe du Portugal en 1960,.
Raul Moreira, quitte le club lisboète en 1961 pour rejoindre le SC Beira-Mar. Il raccroche les crampons après une unique saison à Beira-Mar,.
Il dispute un total de 134 matchs pour aucun but marqué en première division portugaise,.

### En équipe nationale
International portugais, il reçoit une unique sélection en équipe du Portugal le 16 juin 1957, il dispute un match amical contre le Brésil (défaite 0-3 à São Paulo).

## Palmarès
CF Belenenses
- Coupe du Portugal (1) :
  - Vainqueur : 1959-60.